# Politolana haneyi
Politolana haneyi là một loài chân đều trong họ Cirolanidae. Loài này được Riseman & Brusca miêu tả khoa học năm 2002.